# Белоголовая пигалица
Белоголовая пигалица (лат. Vanellus albiceps) — вид птиц из семейства ржанковых.

## Распространение
Обитают в Западной Африке, обычно держась у крупных рек. При сезонном затоплении местности птицы мигрируют в более сухие регионы.

## Описание
Длина тела 28—32 см, масса 161—214 г. У этих чибисов весьма характерная внешность. Крылья и хвост чёрные и белые, спина коричневая, нижние части тела белые. Голова в основном серая, но с белой короной. Имеются жёлтые лицевые серёжки. Ноги и окологлазное кольцо тоже жёлтого цвета.

## Биология
Питаются насекомыми, червями, моллюсками, ракообразными и мелкой рыбой. В кладке 2—3 яйца. Гнездо и выводок шумно и агрессивно защищают от любой опасности, вплоть до гиппопотама включительно.

## Охрана
МСОП присвоил виду охранный статус LC. Он, как и ряд других, дополнительно защищён международным соглашением AEWA.